# Kabuki
Kabuki (歌舞伎) je klasična oblika japonske plesne drame. Gledališče Kabuki je znano po svojih močno stiliziranih predstavah, pogosto glamuroznih kostumih, ki jih nosijo nastopajoči in po dovršenem ličenju kumadori (隈取), ki ga nosijo nekateri njegovi izvajalci.
Kabuki naj bi izviral iz zelo zgodnjega obdobja Edo, ko je ustanoviteljica Izumo no Okuni ustanovila žensko plesno skupino, ki je izvajala plese in svetlobne skeče v Kjotu. Umetniška oblika se je kasneje razvila v svojo sedanjo izključno moško gledališko obliko, potem ko je bilo leta 1629 ženskam prepovedano nastopati v kabuki gledališču. Kabuki se je razvijal skozi pozno 17. stoletje in dosegel svoj vrhunec sredi 18. stoletja.
Leta 2005 je Unesco kabuki gledališče razglasil za nesnovno dediščino z izjemno univerzalno vrednostjo. Leta 2008 je bila vpisana na UNESCO Reprezentativni seznam nesnovne kulturne dediščine človeštva.

## Etimologija
Posamezne kandži, ki sestavljajo besedo kabuki, lahko beremo kot »peti« (歌), »plesati« (舞) in »spretnost« (伎). Kabuki se zato včasih prevaja kot »umetnost petja in plesa«. Vendar so to znaki atedži, ki ne odražajo dejanske etimologije. Kandži za »spretnost« se na splošno nanaša na izvajalca v kabuki gledališču.
Ker naj bi beseda kabuki izhajala iz glagola kabuku, kar pomeni »nagniti se« ali »biti nenavaden«, lahko besedo kabuki razlagamo tudi kot »avantgardno« ali »bizarno« gledališče. Izraz kabukimono (歌舞伎者) se je prvotno nanašal na tiste, ki so bili bizarno oblečeni. Pogosto se prevaja kot »čudne stvari« ali »nori« in se nanaša na slog  oblačenja, ki ga nosijo tolpe samurajev.

## Zgodovina

### 1603–1629: Ženski kabuki
Zgodovina kabukija se je začela leta 1603, ko je Izumo no Okuni, verjetno miko Izumo-taiša, s skupino plesalk začela izvajati nov slog plesne drame na improviziranem odru v suhi strugi reke Kamo v Kjotu. na samem začetku obdobja Edo in vladavino Japonske s strani šogunata Tokugava, ki jo je uveljavil Tokugava Iejasu.
V najzgodnejših oblikah kabukija so igralke igrale moške in ženske v komičnih igrah o običajnem življenju. Ni trajalo dolgo, da je slog postal priljubljen in Okunijevo so prosili, naj nastopi pred cesarskim dvorom. Po takem uspehu so se hitro oblikovale rivalske skupine in kabuki se je rodil kot ansambelski ples in drama, ki jo izvajajo ženske.
Velik del privlačnosti kabukija v tem obdobju je bil posledica nesramnih, sugestivnih tem, ki so jih predstavljale številne skupine; to privlačnost je dodatno povečalo dejstvo, da so se številne izvajalke ukvarjale tudi s prostitucijo. Zaradi tega je bil kabuki v tem obdobju znan tudi kot »prostitutkin kabuki« (遊女歌舞妓).
Kabuki je postal običajna oblika zabave v japonskih četrtih rdečih luči, zlasti v Jošivari, registrirani četrti rdečih luči v Edu. Široka priljubljenost kabukija je pogosto pomenila, da se je raznolika množica različnih družbenih slojev zbrala, da bi si ogledala predstave, kar je bil edinstven dogodek, ki se ni zgodil nikjer drugje v mestu Edo. Gledališča Kabuki so postala dobro znana kot kraj, kjer si lahko ogledate in postanete videni v smislu mode in sloga, saj je občinstvo – običajno sestavljeno iz številnih socialno nizkih, a ekonomsko premožnih trgovcev – običajno uporabilo predstavo kot način za prikaz modnih trendov.
Kot umetniška oblika je kabuki ponudil tudi nove inventivne oblike zabave, z novimi glasbenimi slogi, igranimi na šamisen, oblačili in modo, ki so pogosto dramatičnega videza, slavnimi igralci in zgodbami, ki so pogosto namenjene odsevanju trenutnih dogodkov. Predstave so običajno trajale od jutra do sončnega zahoda, okoliške čajnice pa so nudile obroke, osvežilne pijače in prostor za druženje. V okolici kabuki gledališč so bile tudi številne trgovine s kabuki spominki.
Kljub njegovi priljubljenosti je imel vladajoči šogunat neugoden pogled na kabuki predstave. Množica na kabuki predstavi je pogosto mešala različne družbene razrede in družbeni sloj trgovskih razredov, ki so nadzorovali velik del japonskega gospodarstva v tistem času, se je zdelo, da je vplivalo na položaj samurajskih razredov, tako po videzu kot pogosto po bogastvu. Da bi zmanjšali priljubljenost kabukija, so leta 1629 prepovedali ženski kabuki, znan kot onna-kabuki, ker je bil preveč erotičen. Po tej prepovedi so mladi fantje začeli nastopati v vakašū-kabuki, ki je bil prav tako kmalu prepovedan. Kabuki je sredi 17. stoletja prešel na odrasle moške igralce, imenovane jaro-kabuki. Odrasli moški igralci pa so še naprej igrali ženske in moške like, kabuki pa je ohranil svojo priljubljenost in ostal ključni vidik urbanega življenjskega sloga obdobja Edo.
Čeprav so kabuki uprizarjali po vsej Japonski, so gledališča Nakamura-za, Ičimura-za in Kavarazaki-za postala najbolj znana in priljubljena kabuki gledališča, kjer so bile in se še vedno odvijajo nekatere najuspešnejše kabuki predstave.

### 1629–1673: Prehod najarō-kabuki
V obdobju 1628–1673 je bila po prepovedi žensk in mladih fantov uveljavljena sodobna različica kabuki igralcev, ki so bili izključno moški, slog kabukija, znan kot jarō-kabuki (dobesedno »kabuki mladenič«). Preoblečeni moški igralci, znani kot onnagata (dobesedno »vloga ženske«) ali ojama, so prevzeli vloge, ki so jih prej igrale ženske ali vakašu. Mladi (adolescentni) moški so imeli še vedno prednost pri ženskih vlogah zaradi manj očitno moškega videza in višjega tona glasov. Tudi vloge mladostnikov v kabukiju, znane kot vakašu, so igrali mladeniči, pogosto izbrani zaradi svoje privlačnosti; to je postalo običajna praksa in vakašu so pogosto predstavljali v erotičnem kontekstu.
Poudarek kabuki predstav je poleg plesa vse bolj začel poudarjati tudi dramo. Vendar se je nesramna narava kabuki predstav nadaljevala, moški igralci pa so se ukvarjali tudi s spolnim delom za ženske in moške stranke. Občinstvo je pogosto postalo nemirno in občasno so izbruhnili pretepi, včasih zaradi naklonjenosti posebej priljubljenega ali čednega igralca, zaradi česar je šogunat za kratek čas prepovedal najprej onnagata in nato vakašu vloge; obe prepovedi sta bili preklicani leta 1652.

### 1673–1841: Obdobje Genroku kabuki
V obdobju Genroku je kabuki uspeval, pri čemer se je struktura kabuki iger formalizirala v način, v katerem se izvaja še danes, poleg številnih drugih elementov, ki so sčasoma postali prepoznani kot ključni vidik kabuki tradicije, kot so konvencionalni tropi znakov. Kabuki gledališče in ningjō džōruri (人形浄瑠璃), dovršena oblika lutkovnega gledališča, pozneje znana kot bunraku (文楽) , sta se tesno povezala drug z drugim in vplivala na nadaljnji razvoj drugega.
Slavni dramatik Čikamacu Monzaemon, eden prvih profesionalnih dramatikov kabukija, je v tem času ustvaril več vplivnih del, čeprav je bila kompozicija, ki je običajno priznana kot njegova najpomembnejša, Sonezaki Šindžū (»Ljubezenski samomori pri Sonezakiju«), prvotno napisana za bunraku. Tako kot mnoge igre bunraku je bila prirejena za kabuki, sčasoma pa je postala dovolj priljubljena, da je domnevno navdihnila številne resnične »posnemalne« samomore, zaradi česar je vlada leta 1723 prepovedala šinju mono (drame o ljubezenskih samomorih).
Tudi v obdobju Genroku se je razvil slog poziranja mie (見え or 見得), za katerega je zaslužen kabuki igralec Ičikava Dandžūrō I., skupaj z razvojem maski podobnih ličil kumadori, ki so jih nosili kabuki igralci v nekaterih igrah.
Sredi 18. stoletja je kabuki za nekaj časa padel v nemilost, bunraku pa je prevzel mesto glavne oblike odrske zabave med nižjimi družbenimi sloji. To se je deloma zgodilo zaradi pojava več usposobljenih bunraku dramatikov v tistem času. V nadaljnjem razvoju kabukija do konca stoletja, ko je ponovno začel postajati priljubljen, je bilo malo opaznega.

### 1842–1868:Saruwaka-čōkabuki
V 1840-ih so ponavljajoča se obdobja suše povzročila vrsto požarov, ki so prizadeli Edo, pri čemer so kabuki gledališča – tradicionalno lesena – pogosto zgorela, zaradi česar so se mnogi morali preseliti. Ko je bilo leta 1841 območje, kjer je bila Nakamura-za, popolnoma uničeno, je šogun zavrnil obnovo gledališča, češ da je to v nasprotju s požarnim kodeksom.
Šogunat, ki večinoma ni odobraval socializacije in trgovine, do katere je prišlo v kabuki gledališčih med trgovci, igralci in prostitutkami, je naslednje leto izkoristil požarno krizo in izgnal Nakamura-za, Ičimura-za in Kavarazaki-za iz mesta in v Asakuso, severno predmestje Eda. To je bil del večjih reform Tenpō, ki jih je šogunat uvedel leta 1842, da bi omejil prekomerno uživanje užitkov. Igralci, odrski delavci in drugi, povezani s predstavami, so se prav tako prisiljeni preseliti, Kljub selitvi vseh, ki sodelujejo pri izvajanju kabukija in mnogih v okolici, na novo lokacijo gledališč, je neprijetnost oddaljenosti povzročila zmanjšanje obiska. Ti dejavniki, skupaj s strogimi predpisi, so večino kabukija v Edu potisnili v ilegalo, pri čemer so predstave spreminjale lokacije, da bi se izognile oblastem.
Nova lokacija gledališč se je imenovala Saruvaka-čō ali Saruvaka-mači; zadnjih trideset let vladavine šogunata Tokugava se pogosto imenuje »obdobje Saruvaka-mači« in je znano po tem, da je ustvarilo nekaj najbolj pretiranih kabukijev v japonski zgodovini.
Saruvaka-mači je postal novo gledališko okrožje za gledališča Nakamura-za, Ičimura-za in Kavarazaki-za. Okrožje je bilo ob glavni ulici mesta Asakusa, ki je potekala skozi središče majhnega mesta. Ulica je bila preimenovana po Saruvaki Kanzaburo, ki je začetnik Edo kabukija v Nakamura-za leta 1624.
Evropski umetniki so začeli opažati japonske gledališke predstave in umetnine, številne umetnike, kot je Claude Monet, pa so navdihnile japonske lesene grafike. To zanimanje Zahoda je spodbudilo japonske umetnike, da so povečali svoje upodobitve vsakdanjega življenja, vključno z upodobitvami gledališč, bordelov, glavnih ulic in tako naprej. En umetnik, Utagava Hirošige, je izdelal serijo grafik, ki temeljijo na Saruvaki iz obdobja Saruvaka-mači v Asakusi.
Kljub oživitvi kabukija na drugi lokaciji je selitev zmanjšala najbolj bogate navdihe tradicije za kostumiranje, ličila in zgodbe. Ičikava Kodandži IV. je veljal za enega najbolj aktivnih in uspešnih igralcev v obdobju Saruvaka-mači. Ker so ga imeli za neprivlačnega, je večinoma igral bujō ali ples v dramah, ki jih je napisal Kavatake Mokuami, ki je prav tako pisal v obdobju Meidži, ki je sledilo. Kavatake Mokuami je običajno pisal igre, ki so prikazovale običajno življenje prebivalcev Eda. Predstavil je dialog in glasbo šičigo-čo (sedem-petzlogovni meter), kot je kijomoto. Njegove kabuki predstave so postale zelo priljubljene, ko se je obdobje Saruvaka-mači končalo in se je gledališče vrnilo v Edo; veliko njegovih del se še vedno izvaja.
Leta 1868 je šogunat Tokugava prenehal obstajati. Cesar Meidži je ponovno prevzet na oblast in se je preselil iz Kjota v novo prestolnico Edo, sodobni Tokio, s čimer se je začelo obdobje Meidži. Kabuki se je ponovno vrnil v četrti užitka Edo in skozi obdobje Meidži postajal vse bolj radikalen, ko so se pojavili sodobni slogi kabuki iger in predstav. Dramatiki so eksperimentirali z uvajanjem novih žanrov v kabuki in uvajali preobrate v tradicionalnih zgodbah.

## Kabuki v obdobju post-Meidži
Začetek leta 1868 so ogromne kulturne spremembe, kot je padec šogunata Tokugava, odprava razreda samurajev in odpiranje Japonske Zahodu, pripomogle k ponovnemu vzponu kabukija. Tako igralci kot dramatiki so si prizadevali izboljšati sloves kabukija pred novim tujim vplivom in med višjimi sloji, deloma s prilagajanjem tradicionalnih slogov sodobnemu okusu. To prizadevanje se je izkazalo za uspešno, saj je cesar 21. aprila 1887 sponzoriral kabuki predstavo.
Po drugi svetovni vojni so okupacijske sile za kratek čas prepovedale kabuki, ki je od leta 1931 tvoril močno bazo podpore japonskim vojnim prizadevanjem. Ta prepoved je bila povezana s širšimi omejitvami medijev in umetniških oblik, ki jih je ameriška vojaška okupacija uvedla po drugi svetovni vojni.  Vendar je bila do leta 1947 prepoved kabukija preklicana, vendar so pravila cenzure ostala v veljavi.

## Povojno obdobje do danes
Obdobje okupacije, ki je sledilo drugi svetovni vojni, je pomenilo težaven čas za kabuki. Poleg fizičnega vpliva vojne in opustošenja države so se nekatere šole mišljenja odločile zavrniti tako sloge kot umetniške oblike predvojne Japonske, med njimi tudi kabuki. Popularne in inovativne produkcije kabuki klasike režiserja Tecudžija Takecija v tem času so zaslužne za sprožitev novega zanimanja za kabuki v regiji Kansai. Med številnimi priljubljenimi mladimi zvezdami, ki so nastopale s Takeči Kabuki, je bil Nakamura Gandžiro III. (r. 1931) vodilna osebnost, najprej znan kot Nakamura Sendžaku, preden je prevzel svoje sedanje ime. Bilo je to obdobje kabukija v Osaki, ki je postalo znano kot »doba Sendžaku« v njegovo čast.
Danes je kabuki najbolj priljubljen med tradicionalnimi slogi japonske drame, saj se njegovi zvezdniški igralci pogosto pojavljajo v televizijskih ali filmskih vlogah. Znani onnagata igralec Bandō Tamasaburō V. je nastopil v več igrah in filmih, ki niso kabuki, pogosto v vlogi ženske.
Kabuki se pojavlja tudi v delih japonske popularne kulture, kot je anime. Poleg peščice večjih gledališč v Tokiu in Kjotu je veliko manjših gledališč v Osaki in na celotnem podeželju. En primer je skupina Ōšika Kabuki (大鹿歌舞伎) s sedežem v Ōšiki v prefekturi Nagano.
Nekatere lokalne kabuki skupine danes uporabljajo igralke v vlogah onnagata. Ičikava Šōdžo Kabuki Gekidan, izključno ženska skupina, je debitirala leta 1953 in dosegla velik uspeh, čeprav je večina kabuki skupin ostala izključno moških.
Uvedba vodnikov za slušalke leta 1975, vključno z angleško različico leta 1982, je pomagala povečati privlačnost umetniške oblike. Zato je leta 1991 Kabuki-za, eno najbolj znanih kabuki gledališč v Tokiu, začelo s celoletnimi predstavami in leta 2005 začelo tržiti kabuki kinematografske filme. Kabuki skupine redno gostujejo po Aziji,  Evropi in Ameriki in bilo je več uprizoritev zahodnih dram na temo kabukija, kot so Shakespearove. Zahodni dramatiki in romanopisci so prav tako eksperimentirali s kabuki temami, primer tega je Hirošima Bugi Geralda Vizenorja (2004). Pisatelj Jukio Mišima je bil pionir in populariziral uporabo kabukija v sodobnem okolju ter oživil druge tradicionalne umetnosti, kot je Noh in jih prilagodil sodobnemu kontekstu. Kabuki skupine so bile ustanovljene celo v državah zunaj Japonske. Na primer, v Avstraliji skupina Za Kabuki na Avstralski nacionalni univerzi od leta 1976 vsako leto izvaja kabuki dramo, kar je najdaljša redna kabuki predstava zunaj Japonske.
Novembra 2002 je bil postavljen kip v čast ustanoviteljice kabukija, Izumo no Okuni, in v spomin na 400 let obstoja kabukija. Diagonalno nasproti Minami-za, zadnjega preostalega kabuki gledališča v Kjotu, stoji na vzhodnem koncu mostu (Šidžō Ōhaši), ki prečka reko Kamo v Kjotu.
Kabuki je bil leta 2005 vpisan na Unescov seznam nesnovne kulturne dediščine.

### Super Kabuki
Medtem ko je še vedno ohranjal večino zgodovinskih praks kabukija, je Ičikava En-ō (市川猿翁)  želel razširiti privlačnost z ustvarjanjem novega žanra kabuki produkcij, imenovanega Super Kabuki (スーパー歌舞伎). Z Jamato Takerujem (ヤマトタケル) kot prvo produkcijo Super Kabukija, ki je bila premierno uprizorjena leta 1986, so predelave tradicionalnih iger in nove sodobne stvaritve prinesli v lokalna gledališča po vsej državi, vključno s produkcijami, ki temeljijo na animejih, kot sta Naruto ali One Piece od leta 2014.
Super Kabuki je med japonskim prebivalstvom sprožil polemiko glede obsega modifikacije tradicionalne umetniške oblike.  Nekateri pravijo, da je izgubil svojo 400-letno zgodovino, drugi pa menijo, da so prilagoditve potrebne za sodoben pomen. Ne glede na to, odkar je v nove odrske kulise, kostume in osvetlitev vključil naprednejšo tehnologijo, je Super Kabuki znova pridobil zanimanje mladih.

## Elementi

### Scenografija
Kabuki oder ima podaljšek, imenovan hanamiči (花道, "cvetlična pot"), pot, ki se razteza v občinstvo in prek katere se izvajajo dramatični vhodi in izhodi. Okuni je s svojim spremstvom nastopila tudi na odru hanamiči. Ta oder se ne uporablja samo kot sprehajalna pot ali pot do glavnega odra in z njega, ampak na njem igrajo tudi pomembne prizore.
Kabuki odri in gledališča so postajali vse bolj tehnološko dovršeni, v 18. stoletju pa so bile uvedene inovacije, vključno z vrtljivimi odri in zapornimi vrati. Gonilna sila je bila želja po manifestiranju ene pogoste teme kabuki gledališča, nenadnega, dramatičnega razkritja ali preobrazbe. Številni odrski triki, vključno s hitrim pojavljanjem in izginotjem igralcev, uporabljajo te inovacije. Izraz keren (外連), ki se pogosto prevaja kot »igranje v galerijo«, se včasih uporablja kot vsestranski izraz za te trike. Hanamiči ustvarja globino, seri in čunori pa zagotavljata navpično dimenzijo.
Mavari-butai (vrtljivi oder) se je razvil v dobi Kjōhō (1716–1735). Trik je bil prvotno dosežen s potiskanjem okrogle ploščadi na kolesih na odru. Kasneje so v oder vgradili krožno ploščad s kolesi pod njo, ki so omogočala premikanje. Tehnika kuraten ("zatemnjeno vrtenje") vključuje spuščanje odrskih luči med tem prehodom. Pogosteje se luči pustijo prižgane za akaten ("osvetljeno vrtenje"), včasih sočasno izvajajo prehodne prizore za dramatičen učinek. Ta oder je bil prvič zgrajen na Japonskem v začetku 18. stoletja.
Seri se nanaša na odrske »pasti«, ki se v kabukiju običajno uporabljajo od sredine 18. stoletja. Te pasti dvigujejo in spuščajo igralce ali scenografijo na oder. Seridaši ali seriage se nanaša na pasti, ki se premikajo navzgor, serisage ali serioroši pa na pasti, ki se spuščajo. Ta tehnika se pogosto uporablja za dvig celotne scene naenkrat.
Čūnori (jahanje po zraku) je tehnika, ki se je pojavila proti sredini 19. stoletja, s katero igralčev kostum pritrdijo na žice in ga pripravijo do tega, da "leti" nad odrom ali določenimi deli dvorane. To je podobno triku z žico v muzikalu Peter Pan, v katerem se Peter vrže v zrak. Še danes je eden najbolj priljubljenih keren (vizualnih trikov) v kabukiju; večja kabuki gledališča, kot so Narodno gledališče, Kabuki-za in Minami-za, so vsa opremljena z instalacijami čūnori.
Včasih pride do spremembe kulise sredi prizora, medtem ko igralci ostanejo na odru, zastor pa ostane odprt. To se včasih doseže z uporabo Hiki Dōgu ali »majhnega voznega odra«. Ta tehnika izvira iz začetka 18. stoletja, kjer se kulise ali igralci premikajo po odru ali z njega na ploščadi s kolesi. Pogosti so tudi odrski delavci, ki hitijo na oder ter dodajajo in odstranjujejo rekvizite, kulise in drugo kuliso; ti kuroko (黒子) so vedno oblečeni v celoti v črno in tradicionalno veljajo za nevidne. Odrski delavci pomagajo tudi pri različnih hitrih menjavah kostumov, znanih kot hajagavari (»tehnika hitre menjave«). Ko se nenadoma razkrije prava narava lika, se pogosto uporabijo pripomočki hikinuki in bukaeri. To vključuje plastenje enega kostuma čez drugega in odrski delavec sname zunanji kostum pred občinstvom.
Zavesa, ki zastira oder pred predstavo in med odmori, je v tradicionalnih barvah črne, rdeče in zelene, v različnem vrstnem redu ali bele namesto zelene, navpične črte. Zavesa je sestavljena iz enega kosa in jo uslužbenec ročno potegne nazaj na eno stran.
Dodatna zunanja zavesa, imenovana dončo, je bila uvedena šele v obdobju Meidži po uvedbi zahodnega vpliva. Te so bolj okrašene in tkane. Prikazujejo letni čas, v katerem se predstava odvija, pogosto pa so jih oblikovali priznani umetniki Nihonga.

### Nastopi
Ker so fevdalni zakoni v 17. stoletju na Japonskem prepovedovali posnemanje videza samurajev ali plemstva in uporabo razkošnih tkanin, so bili kabuki kostumi prelomni novi modeli za širšo javnost in so celo postavili trende, ki obstajajo še danes.
Čeprav najzgodnejši kabuki kostumi niso ohranjeni, so ločeni otoko in onagata kabuki kostumi danes izdelani na podlagi pisnih zapisov, imenovanih Ukijo-e in v sodelovanju s tistimi, katerih družine so bile generacije v kabuki industriji. Kimono, ki ga igralci nosijo za svoje kostume, je običajno narejen v živih barvah in več plasti. Oba, otoko in onagata, nosita hakamo – nagubane hlače – v nekaterih predstavah in oba uporabljata podlogo pod svojima kostuma, da ustvarita pravilno obliko telesa za obleko.
Kabuki ličila zagotavljajo element sloga, ki ga zlahka prepoznajo tudi tisti, ki niso seznanjeni z umetniško obliko. Rižev prah se uporablja za ustvarjanje bele podlage oširoi za značilno odrsko ličenje, kumadori pa izboljša ali poudari obrazne linije za ustvarjanje dramatičnih živalskih ali nadnaravnih mask. Barva kumadori je izraz narave lika: rdeče črte se uporabljajo za označevanje strasti, junaštva, pravičnosti in drugih pozitivnih lastnosti; modra ali črna, zlobnost, ljubosumje in druge negativne lastnosti; zelena, nadnaravno; in vijolična, plemenitost.
Druga posebnost kabuki kostumov je kacura ali lasulja. Vsak igralec ima za vsako vlogo izdelano drugačno lasuljo, narejeno iz tanke osnove iz ročno kovanega bakra, narejenega po meri, da se popolnoma prilega igralcu, vsaka lasulja pa je običajno oblikovana na tradicionalen način. Lasje, uporabljeni v lasuljah, so običajno pravi človeški lasje, ročno prišiti na podlago habotai, čeprav nekateri slogi lasulj zahtevajo jakove ali konjske dlake.

## Izvedba
Tri glavne kategorije igre kabuki so džidaimono (時代物, zgodovinske zgodbe ali zgodbe iz obdobja pred Sengokujem), sevamono (世話物, domače zgodbe ali zgodbe iz obdobja po Sengokuju) in šosagoto (所作事, »plesne točke«).
Džidaimono ali zgodovinske igre so postavljene v kontekst velikih dogodkov v japonski zgodovini. Strogi zakoni o cenzuri v obdobju Edo so prepovedovali predstavljanje sodobnih dogodkov in še posebej prepovedali kritiziranje šogunata ali njegovo prikazovanje v slabi luči, čeprav se je uveljavljanje skozi leta zelo razlikovalo. Številne predstave so bile postavljene v kontekst vojni Genpei v 1180-ih, vojn Nanboku-čō v 1330-ih ali drugih zgodovinskih dogodkov. Zaradi razočaranja cenzorjev so številne predstave te zgodovinske okvire uporabile kot metafore za sodobne dogodke. Kanadehon Čūšingura, ena najbolj znanih iger v repertoarju kabukija, je odličen primer; navidezno je postavljena v 1330-a, čeprav dejansko prikazuje sodobno (18. stoletje) afero maščevanja 47 rōninov.
Za razliko od džidaimona, ki se je na splošno osredotočala na razred samurajev, se je sevamono osredotočila predvsem na navadne prebivalce in sicer na meščane in kmete. Sevamono, ki se v prevodu pogosto imenujejo »domače igre«, so na splošno povezane s temami družinske drame in romantike. Nekatere izmed najbolj znanih so Ljubezenske samomorilske igre, prirejene po delih dramatika bunraku Čikamacuja; te se osredotočajo na romantične pare, ki zaradi različnih okoliščin ne morejo biti skupaj v življenju in se zato odločijo, da bodo namesto tega skupaj v smrti. Mnogi, če ne večina, sevamono vsebujejo pomembne elemente te teme družbenih pritiskov in omejitev.
Kompozisije 'šŠosagoto dajejo poudarek na plesu, ki se lahko izvaja z dialogom ali brez njega, kjer se ples lahko uporablja za prenos čustev, značaja in zapleta. V takšnih delih se lahko včasih uporabljajo tehnike hitre menjave kostumov. Pomembna primera sta Musume Dōdžōdži in Rendžiši. Nagauta glasbeniki lahko sedijo v vrstah na stopničastih ploščadih za plesalci.
Pomembni elementi kabukija vključujejo mie (見得), v katerem igralec drži slikovito pozo, da vzpostavi svoj lik. Na tej točki se njegovo hišno ime (jagō (屋号)) včasih sliši v glasnem vzkliku (kakegoe (掛け声)) strokovnega člana občinstva, kar služi izražanju in povečanju hvaležnosti občinstva za igralčeve dosežke. Še večji kompliment pa lahko izrečemo z vzklikanjem imena igralčevega očeta.
Glavni igralec mora prenesti široko paleto čustev med padlim, pijanim človekom in nekom, ki je v resnici precej drugačen, saj samo pretvarja svojo šibkost, kot je lik Juranosukeja v Čūšinguri. To se imenuje hara-gei ali »trebušna igra«, kar pomeni, da mora nastopiti od znotraj, da spremeni like. Tehnično ga je težko izvesti in traja veliko časa, da se ga naučimo, a ko ga obvladamo, občinstvo prevzame igralčeva čustva.
Čustva se izražajo tudi z barvami kostumov, ki so ključni element kabukija. Kričeče in močne barve lahko izražajo nespametna ali vesela čustva, medtem ko stroge ali zamolkle barve izražajo resnost in osredotočenost.

## Struktura igre in slog izvajanja
Kabuki se je, tako kot druge oblike drame, ki se tradicionalno izvajajo na Japonskem, izvajal – in se včasih še vedno – izvaja v celodnevnih programih, pri čemer je ena igra obsegala več dejanj, ki trajajo ves dan. Vendar pa so bile te igre – zlasti sevamono – običajno zaporedne z dejanji iz drugih iger, da bi ustvarili celodnevni program, saj so posamezna dejanja v igri kabuki običajno delovala kot samostojna predstava sama po sebi. Predstave sevamono, nasprotno, na splošno niso bile zaporedne z dejanji iz drugih iger in bi resnično trajale cel dan za izvedbo.
Struktura celodnevne predstave je v veliki meri izhajala iz konvencij tako bunraku kot gledališča Noh. Glavni med njimi je bil koncept džo-ha-kjū (序破急), konvencija o tempu v gledališču, ki navaja, da se mora dogajanje v predstavi začeti počasi, pospešiti in končati hitro. Koncept, ki ga je podrobno razdelal mojster Nohov dramatik Zeami, ne ureja samo dejanj igralcev, temveč tudi strukturo igre, pa tudi strukturo prizorov in iger znotraj celodnevnega programa.
Skoraj vsaka celovečerna igra obsega pet dejanj. Prvo ustreza džo, ugodnemu in počasnemu uvodu, ki občinstvu predstavi like in zaplet. Naslednja tri dejanja ustrezajo ha, kjer se dogodki pospešijo in skoraj vedno dosežejo vrhunec v velikem trenutku drame ali tragedije v tretjem dejanju in morda v bitki v drugem ali četrtem dejanju. Končno dejanje, ki ustreza kjū, je skoraj vedno kratko in zagotavlja hiter in zadovoljiv zaključek.
Medtem ko je bilo veliko iger napisanih samo za kabuki, so bile številne druge vzete iz iger džōruri, iger Noh, folklore ali drugih izvajalskih tradicij, kot je ustno izročilo Zgodbe o Heikeju. Medtem ko imajo igre džōruri po navadi resne, čustveno dramatične in organizirane zaplete, imajo igre, napisane posebej za kabuki, na splošno ohlapnejše, bolj šaljive zaplete.
Ena od ključnih razlik med džōruri in kabuki je razlika v osredotočenosti pripovedovanja zgodb; medtem ko se prva osredotoča na zgodbo in na pevca, ki jo recitira, se kabuki bolj osredotoča na same igralce. Igra džōruri lahko žrtvuje podrobnosti scenografije, lutk ali akcije v korist pevca, medtem ko je znano, da kabuki žrtvuje dramo in celo zaplet, da bi poudaril igralčev talent. V kabukiju ni bilo nič nenavadnega, da so posamezne prizore vstavili ali odstranili iz dnevnega urnika, da bi ustregli posameznemu igralcu – prizori, po katerih je bil znan ali v katerih je nastopal on, so bili vstavljeni v program ne glede na kontinuiteto zapleta. Določene igre so bile uprizarjane tudi neobičajno, saj so od igralca zahtevale, da obvlada številne inštrumente, ki bi jih igrali v živo na odru, kar je veščina, ki jo je imelo malo igralcev.
Kabuki tradicije v Edu in regiji Kjoto-Osaka (Kamigata) so se razlikovale; v celotnem obdobju Edo je kabuki Edo opredeljevala njegova ekstravaganca, tako v videzu igralcev, njihovih kostumih, odrskih trikih in drznih mie pozah. V nasprotju s tem se je kamigata kabuki osredotočala na naravne in realistične sloge igranja. Šele proti koncu obdobja Edo sta se sloga začela v večji meri združevati. Pred tem časom igralci iz različnih regij pogosto niso prilagodili svojih slogov igranja, ko so nastopali drugje, kar je vodilo do neuspešnih gostovanj zunaj njihove običajne regije nastopanja.

## Znane igre
Medtem ko je danes znanih veliko iger, je bilo veliko najbolj znanih napisanih sredi obdobja Edo in so bile prvotno napisane za gledališče bunraku.
- Kanadehon Čūšingura (Zakladnica zvestih varuhov) je znana zgodba o sedeminštiridesetih rōninih, ki jih vodi Oiši Kuranosuke, ki se maščujejo svojemu sovražniku, preden naredijo samomor po smrti svojega gospodarja, gospoda Takuminokamija iz klana Asano.[39] Ta zgodba je ena najbolj priljubljenih tradicionalnih zgodb na Japonskem in temelji na slavni epizodi japonske zgodovine 18. stoletja.
- Jošicune Senbon Zakura (Jošicune in tisoč češenj) sledi Minamoto no Jošicuneju, ko beži pred agenti svojega brata Joritoma. Trije generali klana Taira, domnevno ubiti v vojni Genpei, so vidni, saj njihove smrti zagotavljajo popoln konec vojne in prihod miru, tako kot kicune z imenom Genkurō.[40]
- Sugavara Dendžu Tenarai Kagami (Sugavara in skrivnosti kaligrafije) temelji na življenju slavnega učenjaka Sugavara no Mičizaneja (845–903), ki je bil izgnan iz Kjota in po svoji smrti povzročil številne nesreče v prestolnici. Nato je pobožen kot Tendžin, kami ("božanski duh") učenjakov in ga častijo, da bi pomirili njegovega jeznega duha.

## Izvajalci
Vsak kabuki igralec ima umetniško ime, ki se razlikuje od imena, s katerim se je rodil. Ta umetniška imena, največkrat imena igralčevega očeta, dedka ali učitelja, se prenašajo med generacijami igralskih rodov ter imajo veliko čast in pomen. Mnoga imena so povezana z določenimi vlogami ali slogi igranja in novi imetnik vsakega imena mora izpolniti ta pričakovanja; obstaja skoraj občutek, da igralec ne le vzame ime, ampak uteleša duha, slog ali spretnost vsakega igralca, ki je prej nosil to ime. Mnogi igralci se bodo v svoji karieri srečali z vsaj tremi imeni.
Šūmei (襲名, »nasledstvo imen«) so velike slovesnosti poimenovanja, ki potekajo v kabuki gledališčih pred občinstvom. Najpogosteje bo na eni sami slovesnosti sodelovalo več igralcev, ki bodo prevzeli nova umetniška imena. Njihovo sodelovanje v šūmeiju predstavlja njihov prehod v novo poglavje njihove izvajalske kariere.
Kabuki igralci so običajno del igralske šole ali pa so povezani z določenim gledališčem.

## Vpliv kabukija na druge zvrsti umetnosti
Od svojega začetka je kabuki ostal pomemben del japonske kulture. Zgodbe in igralci so bili poustvarjeni v številnih različnih umetniških oblikah, vključno s tiskovinami na les, knjigami, revijami, ustnim pripovedovanjem zgodb, fotografijo v poznejših letih in drugimi. Poleg tega so na kabuki vplivale in je še vedno pod vplivom knjig in zgodb, ki krožijo po Japonski. V enem takem primeru je bila zelo priljubljena knjiga Nansō Satomi Hakenden, ali »Osem psov«, odigrana v različnih epizodah na kabuki odru.
Eden od pomembnih načinov, kako je delavski razred lahko užival v predstavah kabukija zunaj odra, so bile domače predstave, imenovane Noson kabuki (の村歌舞伎, »vaški kabuki«). Te predstave, imenovane tudi »amaterski kabuki«, so potekale na lokalni ravni po vsej Japonski, vendar so bile najpogosteje v prefekturah Gifu in Aiči. Natančneje v prefekturi Gifu je bil noson kabuki pomembna značilnost letnega jesenskega festivala, saj so otroške uprizoritve kabuki predstav potekale v svetišču Murakuni že več kot 300 let.
Bližje kulturnemu epicentru kabukija v Edu (pozneje Tokiu) so imeli navadni ljudje druge načine, da so uživali v predstavah, ne da bi obiskovali predstave. Bunraku (文楽, lutkovno gledališče)  je bila vrsta predstave v Tokiu, vendar je bila za razliko od kabukija krajša in cenovno dostopnejša navadnemu sloju. Predstave bunrakuja so pogosto temeljile na zapletih, ki se uporabljajo v kabukiju, oba sloga pa imata skupne teme. Kabuki šinpō (歌舞伎新報, »novice iz kabukija«)  je bil še en priljubljen medij za uživanje kabukija tako med navadnimi prebivalci kot med elitami. V času izhajanja je ta revija tistim, ki se niso mogli udeležiti predstav, omogočala uživanje v živahnosti kabuki kulture.